# Soós Gábor (labdarúgó)
Soós Gábor (Pápa, 1920 – Budapest, 1991) magyar nemzetközi labdarúgó-játékvezető. Polgári foglalkozása gépkocsivezető.

## Pályafutása

### Labdarúgóként
Ifjúsági éveiben sokat atletizált, futásban és az ugrószámokban ért el számottevő eredményeket. Ifjúsági játékosként a Pápai Kinizsiben kezdte labdarúgó pályafutását. 1937-ben Budapestre költöztek, így az aktív labdarúgás háttérbe szorult. 1950-től munkaköri elfoglaltságok miatt befejezte az aktív labdarúgó játékot.

### Labdarúgó-játékvezetőként

#### Nemzeti játékvezetés
Egy családi barátnak köszönhetően vett részt 1951-ben, a Pest megyei Labdarúgó-szövetség Játékvezető Testület (JT) játékvezetői tanfolyamán. 
1954-ben már megyei I. osztályban működött. 1956-ban a Szegedi Haladás–Miskolci VSC (2:2) NB II-es mérkőzést vezetve lett országos játékvezető. Saját kérésére - megijedve a játékvezetői felelősség vállalás nehézségeitől - visszaminősítették NB III-as játékvezetőnek. 1958-ban újra NB. II-es, országos kerettag. Kitartó, megbízható eredményes szakmai tevékenységét elismerve 1959-ben NB I-es minősítést kapott. Foglalkoztatására jellemző volt, hogy az 1968-as bajnoki idényben 15 mérkőzés vezetésével bízták meg. Az aktív nemzeti játékvezetéstől 1970-ben vonult vissza. NB. I-es mérkőzéseinek száma: 110.
| Időpont | Helyszín               | Mérkőzés típusa          | Mérkőzés                          | Eredmény |
| ------- | ---------------------- | ------------------------ | --------------------------------- | -------- |
| 1965.   | Kubik Stadion, Miskolc | első NB. I-es mérkőzés   | Miskolci VSC–Salgótarjáni Bányász | 0 – 0    |
| 1970.   | GSP Stadion, Nicosia   | utolsó NB. I-es mérkőzés | Komlói Bányász SK–Vasas SC        | 0 – 1    |

Filozófiája: a játékvezető ne bíró legyen a pályán, hanem a játék vezetője.

##### Nemzeti kupamérkőzések
Vezetett Kupa-döntők száma: 1.

###### Magyar Népköztársasági Kupa
| Időpont             | Helyszín             | Mérkőzés típusa | Mérkőzés        | Eredmény |
| ------------------- | -------------------- | --------------- | --------------- | -------- |
| 1968. augusztus 20. | Népstadion, Budapest | döntő           | MTK– Bp. Honvéd | 2 – 1    |

#### Nemzetközi játékvezetés
A Magyar Labdarúgó-szövetség Játékvezető Bizottsága (JB) terjesztette fel nemzetközi játékvezetőnek, a Nemzetközi Labdarúgó-szövetség (FIFA) 1964-től tartotta nyilván bírói keretében. Több nemzetek közötti válogatott és klubmérkőzést vezetett, vagy működő társának partbíróként segített. 1965-ben a Közép-európai kupa (KEK) döntőt vezető Zsolt Istvánnak partbíróként segített, a West Ham United FC–TSV 1860 München találkozón. Az aktív nemzetközi játékvezetéstől 1967-ben búcsúzott. Válogatott mérkőzéseinek száma: 1.

##### Nemzetközi kupamérkőzések

###### Kupagyőztesek Európa-kupája
Az Európai Labdarúgó-szövetség (UEFA) Játékvezető Bizottságának felkérésére, a Bologna FC 1909 (olasz)–GNK Dinamo Zagreb (jugoszláv) csapatainak közreműködésével a tornasorozat elődöntő mérkőzésén szolgálta játékvezetőként a labdarúgást.

## Sportvezetői pályafutása
1956-1959 között a Pest-megyei Labdarúgó-szövetség Játékvezető Testületének főtitkára, majd 1960-1962 között alelnöke volt. 1963-1966 között az Oktatási Bizottság vezetője. 1967-től az MLSZ JB Oktatási Bizottságának munkáját segíti.

## Sikerei, díjai
- 1965-ös KEK döntőt követően az UEFA, szakmai munkájának elismeréseként Fair-play díjban részesítette.
- 1969-ben a Könnyűipar Kiváló Dolgozója miniszteri kitüntetésbe részesült.
- 1971-ben az MLSZ elnöksége az 50. életévében visszavonuló sportembernek a Testnevelés és Sport Érdemes Dolgozója kitüntetést adományozta.